# Савина (Любно)
Савина (словен. Savina) — поселення в общині Любно, Савинський регіон, Словенія. Висота над рівнем моря: 447,4 м. 